# HC Stadion Vrchlabí
Le HC Stadion Vrchlabí est un club de hockey sur glace de Vrchlabí en République tchèque. Il évolue dans la 2. liga, le troisième échelon tchèque.

## Historique
Le club est créé en 1948. En 2007, il remporte la 2.liga et accède à la 1. liga.

## Palmarès
- Vainqueur de la 2.liga : 2007.